# Абрахамссон, Петер
Петер Андрес Абрахамссон (швед. Peter Anders Abrahamsson; род. 18 июля 1988, Йорланда, Гётеборг-Бохус) — шведский футболист, вратарь клуба «Хеккен» и сборной Швеции.

## Клубная карьера
Аюрахамссон — воспитанник клуба «Эргрюте». 27 октября 2007 года в матче против «Бункефло» он дебютировал в Суперэттане. За клуб Петер провёл более 100 матчей балансируя с командой между дивизионами. В начале 2014 года Абрахамссон перешёл в «Хеккен». Свой первый сезоне в новой команде он провёл на скамье запасных. 21 августа в поединке Кубка Швеции против «Оскархамнса» Петер дебютировал за основной состав. 4 апреля 2015 года в матче против «Хаммарбю» он дебютировал в Аллсвенскан лиге. В 2016 году Абрахамссон помог команде выиграть национальный кубок.

## Международная карьера
8 января 2017 года в товарищеском матче против сборной Кот-д’Ивуара Абрахамссон дебютировал за сборную Швеции.

## Достижения
Командные
«Хеккен»
- Обладатель Кубка Швеции: 2015/16